# Le Jugement de Salomon
Pour les articles homonymes, voir Le Jugement de Salomon (homonymie).
Pour plus de détails, voir Fiche technique et Distribution.
Le Jugement de Salomon est un film français muet de court métrage réalisé par Henri Andréani et sorti en 1912.

## Synopsis
Deux femmes qui se disputent un enfant viennent voir le roi Salomon pour qu'il arbitre leur différend. Le grand roi décide alors que l'on découpe l'enfant en deux. La vraie mère s'écrie, "Oh, Seigneur, que vive ce bébé, donnez-le lui". Ce cri du cœur la révèle comme la vraie mère et Salomon, dans sa grande sagesse, lui donne l'enfant.

## Fiche technique
- Titre : Le Jugement de Salomon
- Réalisation : Henri Andréani
- Société de production : Pathé Frères
- Société de distribution : Pathé Frères
- Pays d'origine : France
- Format : Muet - Noir et blanc - 1,33:1 - 35 mm
- Métrage : 405 m (dont 372 en couleurs)
- Genre : scène biblique
- Date de sortie : 
  - France : 30 août 1912 à Paris

## Distribution
- René Alexandre : le roi Salomon
- Léontine Massart : la véritable mère